# 华罗庚公园
31°44′29″N 119°34′38″E / 31.74139°N 119.57722°E
华罗庚公园是中国江苏省常州市金坛区的一座公园。

## 历史
建於1911年，原为雅约园。之后曾改名中山公园、人民公园，1992年為紀念數學家華羅庚改为现名。1986年1月建有华罗庚纪念馆。园内还有几处古城墙、护城河，北部有世纪钟广场,世纪钟旁边设有音乐喷泉。

## 图集

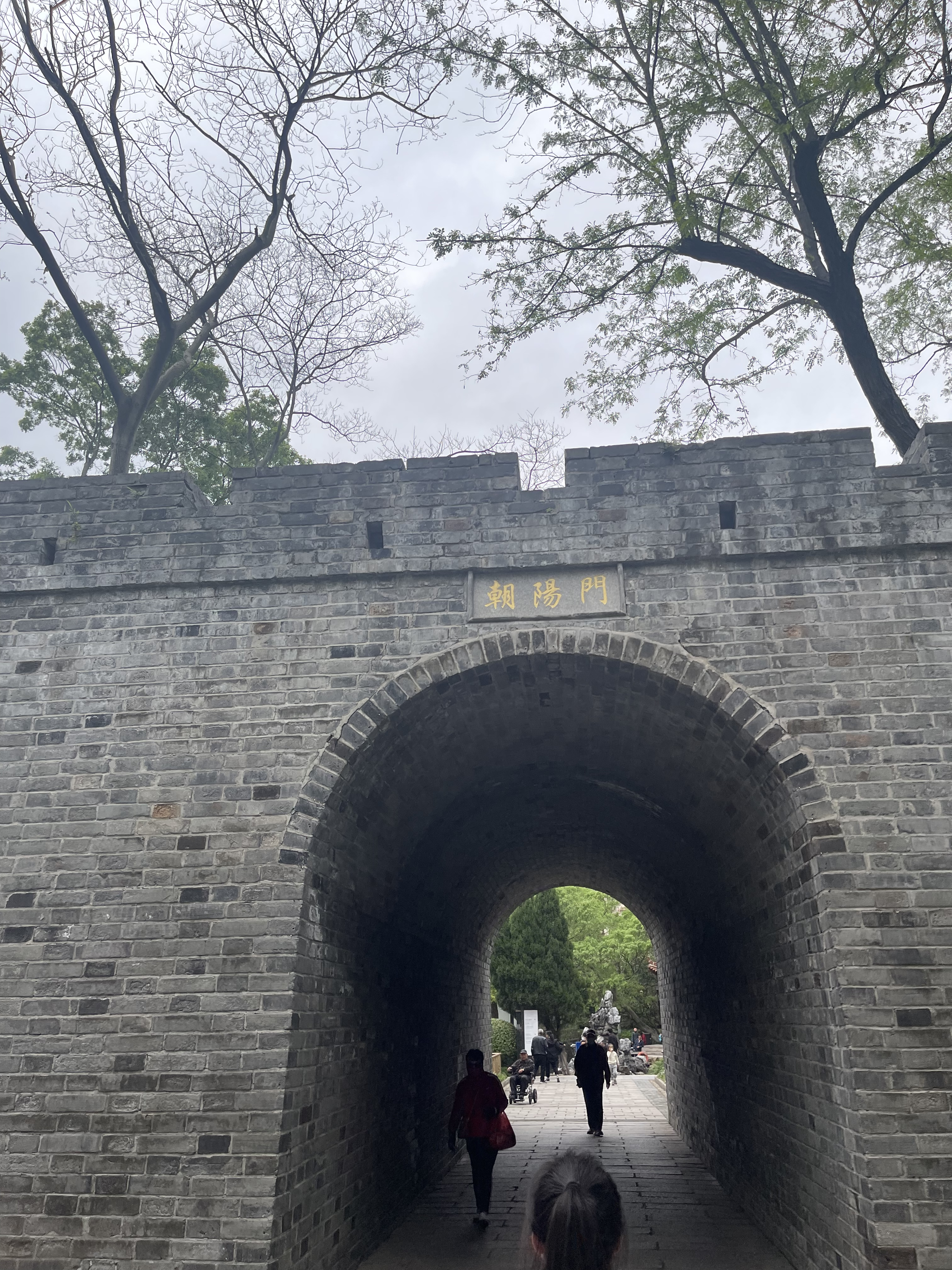
华罗庚公园古城墙